# چارتول
چارتول (انگلیسی: Chartwell) شرکت مراقبت سلامت کانادایی است، که در سال ۲۰۰۳ تأسیس شد.